# En acción
En acción es el primer álbum en vivo de la banda argentina de hard rock Riff, publicado en 1983 por Tonodisc.

## Grabación
Este álbum fue grabado en el Estadio Obras Sanitarias de Buenos Aires, durante los shows del 9 y 10 de abril de 1983, y contó con la participación de Danny Peyronel (hermano de Michel) como músico invitado, en teclados y voz.
En acción fue originalmente editado como dos LP de vinilo, fue reeditado en CD en 1992 por Musimundo S.A., al no tener los derechos para poder ponerle la carátula original, se le puso una carátula distinta. 
Fue remasterizado y reeditado en CD por DBN en 2006.

## Lista de canciones
| N.º     | Título                        | Escritor(es)            | Duración |  |
| 1.      | «Introducción»                |                         | 1:48     |  |
| 2.      | «Maquinación»                 | Pappo, Michel Peyronel  | 4:45     |  |
| 3.      | «Mucho por hacer»             | Vitico                  | 5:36     |  |
| 4.      | «Mal romance»                 | Michel Peyronel, Vitico | 2:58     |  |
| 5.      | «La dama del lago»            | Pappo                   | 4:51     |  |
| 6.      | «Ruedas de metal»             | Pappo                   | 10:39    |  |
| 7.      | «Pantalla del mundo nuevo»    | Michel Peyronel         | 9:14     |  |
| 8.      | «Héroes del asfalto»          | Pappo, Boff Serafine    | 6:06     |  |
| 9.      | «No pasa nada en esta ciudad» | Vitico                  | 4:24     |  |
| 10.     | «Macadam 3...2...1...0...»    | Pappo, Michel Peyronel  | 6:11     |  |
| 11.     | «Susy Cadillac»               | Pappo, Michel Peyronel  | 4:44     |  |
| 1:01:20 |                               |                         |          |  |

## Créditos

### Riff
- Pappo - Voz y Guitarra líder
- Boff Serafine - Guitarra rítmica
- Vitico - Bajo y Voz
- Michel Peyronel - Batería y Voz
- Danny Peyronel - Moog Liberation y Voz (Músico invitado)

### Producción
- Osqui Amante - Ingeniero de mezcla
- Robertone - Sonido en vivo
- Quaranta - Luces
- Carlos Mayo & Nessy - Escenografía
- Mundy Epifanio - Mánager y Producción en vivo
- Enrique Conchisumarr, Bagley, Mini y Carlos - Asistentes
- Alberto Vidal, Raúl Coefoed, Adriana Groisman, Osvaldo Marzullo - Fotos